# Issei Miyazaki
Issei Miyazaki (jap. 宮崎 一成 Miyazaki Issei; ur. 31 maja 1971 w Asaminami-ku) – japoński seiyū związany z firmą TAB Production. Najbardziej znany jest z roli chłopaka Azusy – Yūnosuke Ogasawara w anime Maluda.

## Role głosowe w anime
- Ashita no Nadja jako Raymond
- Bakusou Kyoudai Let's & Go WGP jako Jim
- Bakusou Kyoudai Lets & Go Max jako Kazuma Daizen
- Gen w:
  - Barefoot Gen (movie)
  - Barefoot Gen 2 (movie)
- BioHunter (OVA) jako Subordinate
- Bomberman Bidaman Bakugaiden jako Mizuirobon
- Captain Tsubasa: Road to 2002 jako Misugi Jun (dorosły)
- Takashi Yamazaki w:
  - Cardcaptor Sakura
  - Cardcaptor Sakura Movie 2: The Sealed Card
  - Leave it to Kero! Theatrical Version (movie)
  - Suteki desu wa, Sakura-chan! Tomoyo no Cardcaptor Sakura Katsuyaku Video Nikki! (OVA) (odc. 3)
- Crest of the Stars jako Leshikuna
- Di Gi Charat Nyo jako Hitomaro Sento
- Dragon Drive jako Ichirou Sumishiba
- Gasaraki jako Einyo; F
- I'm Gonna Be An Angel jako Yuusuke
- Kaiketsu Zorori jako Pantsuda (odc. 6)
- Kamichu! jako Kenji Ninomiya
- Maluda jako Yūnosuke Ogasawara
- Master Keaton (OVA) jako Young Paul Wilkins (odc. 35)
- (The) Melody of Oblivion jako Hikari
- Mezzo (TV) jako Gyogan no Kazuto
- Pokémon jako Takuya (odc. 52); Iwakaze (odc. 68)
- Rail of the Star – A True Story of Children (movie) jako Yong-Il
- Sgt. Frog jako Sugita Kirishima (odc. 173)
- Shingu: Secret of the Stellar Wars jako Muryou Subaru
- tactics jako Yoshio (odc. 19)
- Those Who Hunt Elves (odc. 5)
- Tokyo Tribe 2 jako John
- Wedding Peach (odc. 7)
- X jako Subaru Sumeragi
- Yomigaeru Sora – RESCUE WINGS – jako Kazuhiro Uchida